# سيرجيو فرانشي
سيرجيو فرانشي (بالإيطالية: Sergio Franchi؛ بالإنجليزية: Sergio Franchi) هو موسيقي ومغني أوبرا وممثل أمريكي وإيطالي (وحمل سابقاً جنسية مملكة إيطاليا)، ولد في 6 أبريل 1926 في كودوجنو في إيطاليا، وتوفي في 1 مايو 1990 في ستونينغتون في الولايات المتحدة بسبب سرطان.

## وصلات خارجية
- الموقع الرسمي
- سيرجيو فرانشي على موقع IMDb (الإنجليزية)
- سيرجيو فرانشي على موقع ميوزك برينز (الإنجليزية)
- سيرجيو فرانشي على موقع أول موفي (الإنجليزية)
- سيرجيو فرانشي على موقع قاعدة بيانات برودواي على الإنترنت (الإنجليزية)
- سيرجيو فرانشي على موقع قاعدة بيانات الأفلام السويدية (السويدية)
- سيرجيو فرانشي على موقع أول ميوزيك (الإنجليزية)
- سيرجيو فرانشي على موقع ديسكوغز (الإنجليزية)
- سيرجيو فرانشي على موقع قاعدة بيانات الفيلم (الإنجليزية)
- سيرجيو فرانشي على موقع كينوبويسك (الروسية)